# Стари надгробни споменици у Драгољу
Стари надгробни споменици у Драгољу (Општина Горњи Милановац) чине велику споменичку групу важну за проучавање генезе становништва села.

## Драгољ
Село Драгољ налази се на крајњем северу општине Горњи Милановац, у средишту Качера. Граничи се са селима Трудељ, Босута, Јеловик и Живковци. Село је разбијеног је типа и има шест заселака: Раковац, Селиште, Раваниште, Под Перишиним брдом, Сеоски атар и Подгорје. Овуда пролази Државни пут II реда Рудник-Белановица.
Становништво села делом потиче из старине. Насељевање је вршено крајем 18. и почетком 19. века из Босне и Херцеговине, Старог Влаха, околине Ужица и из рудничких села. У турским пописима из 1525, 1528. и 1536. године село се помиње као Преторина. Сеоска слава је Мали Спасовдан.
Најпознатија личност Драгоља свакако је војвода Првог и Другог српског устанка Арсеније Лома.

## Гробљe
Велико сеоско гробље подједнако је удаљено од засеока Селиште, Раковац, Подгорје и Раваниште. У селу постоји још десетак гробних места и мањих породичних гробаља основаних у 20. веку.

### Стари надгробни споменици
На драгољском гробљу заступљени су сви типови гробних обележја карактеристичних за руднички крај, међу којима доминирају масивни камени крстови уграђени у надглавља надгробних плоча.

### Крајпуташи
На висоравни Раваниште, са десне стране пута према Белановици, налази се група од девет крајпуташа подигнутих у знак сећања на војнике пале у Јаворском и Првом светском рату. Сви осим првог, посвећеног Радовану Милошевићу „који умре у Крушевцу на веџбању 1891” потпуно су зарасли у густу вегетацију и препуштени неумитном пропадању.
У центру села налази се крајпуташ Радивоју Живановићу, војнику палом у кратком Српско-бугарском рату, а на путу према Раваништу усамљени надгробник „Јаћиму Петровићу који погибе од душманске руке 1804”.